# ジミー・ジャンプ

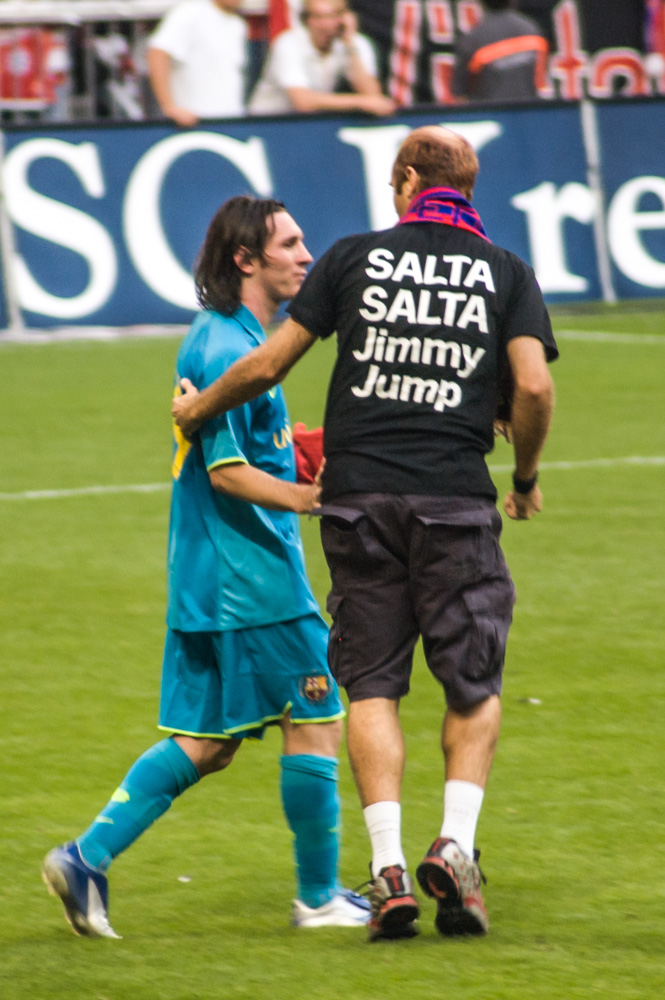
ジミー・ジャンプ（右側の人物）とリオネル・メッシ

ジミー・ジャンプ (Jimmy Jump) ことジャウマ・マルケト・イ・コト（Jaume Marquet i Cot、カタルーニャ語発音: [ˈʒawmə mərˈkɛt i kɔt]、1976年3月14日 - ）は、サッカー国際試合などの様々なスポーツイベントにおいてピッチ・インヴェイジョン（ピッチ侵入）を行うことで知られる人物であり、スペイン・バルセロナを本拠地とするサッカークラブのFCバルセロナのサポーターである。バルセロナ県サバデイ出身。

## 人物
ジミー・ジャンプの目的は主要なスポーツイベントにおいてスタジアム警備の隙を突いてピッチに侵入し、周囲の関心を引くことにあると見られており、その行動の多くがFCバルセロナに関連している。一方、彼自身はピッチ侵入を「マスメディアの制御下にある世界に対して表現の自由を伝えるためのものである」と主張しており、プロのジャンパー (saltador profesional) と称している。彼は通常、政治スローガンの描かれたTシャツとバレティナと呼ばれる赤い帽子（カタルーニャ地方の伝統的な衣類）を身に付けて、ピッチ侵入の際には選手に対して帽子をかぶせるなどのパフォーマンスを行っているが、時には政治的な抗議行動を伴うこともある。
元々は不動産業者や書店員として働いていたが、2002年にカンプ・ノウで行われたアベラルドのお別れ試合において初めてピッチ侵入を試みた。それ以来、10年近くに渡って世界各国のさまざまなスポーツイベントや文化イベントを混乱させてきたが、2014年の時点ではスペインとドイツにおける全てのサッカー試合への入場を禁止され、罰金により35万ドルの借金を抱えていると報じられた。

## 主なトラブル

### EURO2004
2004年7月4日、ポルトガルで行われたUEFA EURO 2004決勝のポルトガル代表対ギリシャ代表戦において、彼はカタルーニャ伝統の帽子を被り試合中のピッチに侵入、ピッチ上にいたルイス・フィーゴに向けてFCバルセロナのクラブ旗を投げつけた。これはフィーゴが2000年7月にバルセロナの最大のライバルであるレアル・マドリードへ移籍したことに対する抗議であったとされる。

### 2005-06シーズン CL
2006年4月25日、スペイン・ヴィラ＝レアルで行われたUEFAチャンピオンズリーグ 2005-06準決勝、ビジャレアルCF対アーセナルFC戦において、「HENRY」「14」と書かれたバルセロナのユニフォームを掲げてピッチに侵入した。これはアーセナルを退団しバルセロナへ移籍することが噂されていたティエリ・アンリに対して贈ろうとしたとされている。このパフォーマンスの後に逮捕され、スペインの反暴力委員会から60,000ユーロの罰金を科された。

### EURO2008
2008年6月25日、スイスで行われたUEFA EURO 2008準決勝ドイツ代表対トルコ代表戦でも試合中にピッチ侵入を行ったが、それまでの抗議手段とは異なり、チベットの旗を持ち「チベットは中国ではない」と書かれたTシャツを着用していた。

### 全仏オープン2009
2009年6月7日、フランスで行われたテニス全仏オープン男子シングルス決勝のロジャー・フェデラー対ロビン・セーデリング戦の試合中にコートに侵入。フェデラーに帽子をかぶせようとしたところを警備員によって取り押さえられた。ジミー・ジャンプはピッチ侵入の理由についてフェデラーのライバルであるスペインのラファエル・ナダルがレアル・マドリードのサポーターであることを挙げ、「この大会で優勝を逃したナダルに対してアピールをしたかった」と語った。一方、フェデラーは後に「彼が何を望んでいるのか分からず、彼が近づく姿を見て恐怖を感じた。私は観客の反応を聞くまでは何が起こったのか理解できなかった」と語ったように、この事件に衝撃を受けたといい、その後も会場警備の不備について苦言を呈している。

### ユーロビジョン・ソング・コンテスト2010
2010年5月29日、ノルウェーで行われたユーロビジョン・ソング・コンテスト2010においてスペイン代表のダニエル・ディヘスの演奏が行われた際、ジミー・ジャンプがステージに乱入し、ディヘスの歌に合わせて踊るパフォーマンスを見せた。彼は警察に逮捕された後に刑務所に送られ、2,200ドルの罰金が科せられたがスペインやノルウェーのメディアは「国家の恥」と見做し、より厳しい制裁を求めた。

### 2010 FIFAワールドカップ
2010年7月11日、南アフリカ・ヨハネスブルグのサッカーシティー・スタジアムで行なわれたサッカーの2010 FIFAワールドカップ・決勝オランダ代表対スペイン代表戦の試合開始前にピッチに侵入。メインスタンド側のピッチ脇に置かれていたFIFAワールドカップトロフィーに向かって突進しトロフィーに自分の被っていたバレティナと同じものを被せようとしたが、手がトロフィーに触れるその寸前に警備員によって取り押さえられた。彼はバレティナをかぶせて自由を訴えるためでありトロフィーを奪う意志はなかったと主張したが、7月12日にヨハネスブルクの裁判所は彼に対し、侵入罪と窃盗未遂の罪で2000ランド（約2万3000円）の罰金を科した。

### その他
この他にも2005年11月19日に行われたエル・クラシコ、UEFAチャンピオンズリーグ 2006-07 決勝、2004年のF1スペインGP、デビスカップ、ラグビーワールドカップ2007、水球のコパ・デル・レイなどのスポーツイベント、2011年のゴヤ賞授賞式といった芸能イベント、またファッションショーなどで乱入騒ぎを起こした。